# Вне закона (фильм, 2006)
«Вне закона» (англ. ATL) — американская комедийная драма клипмейкера Криса Робинсона 2006 года с рэпером T.I. в главной роли. Режиссёрский дебют Робинсона в художественном кино.

## Сюжет
Рашад Суонн живёт вместе со своим младшим братом Энтом и дядей Джорджем в Атланте. Родители Рашада и Энта погибли в автокатастрофе. Рашад и Энт помогают своему дяде и подрабатывают вместе с ним уборщиками. Рашад хорошо рисует, но не относится к своему таланту серьёзно и не связывает свою будущую жизнь с этим занятием. Свободное время он проводит вместе со своими друзьями на роллердроме. Вместе они образуют команду и участвуют в битвах с другими роллерскими командами. Лучший друг Рашада — Эсквайр. Он, в отличие от остальных, ходит в хорошую частную школу в другой части города и мечтает поступить в университет Лиги плюща. Приближается окончание учебного года и директор советует ему получить рекомендательное письмо от кого-нибудь известного и влиятельного человека, чтобы уж точно поступить в хороший университет. Эсквайр подрабатывает кедди в гольф-клубе.
Рашад знакомится с таинственной девушкой по имени Нью-Нью. Она не признается, откуда она. Рашад может встретить её только в каком-нибудь общественном месте, наподобие кафе, бассейна или катка. В это время Энт связывается с наркоторговцем по имени Маркус. У него всё есть, он разъезжает на большой красивой чёрной машине. Энт решает, что хотел бы себе такую же жизнь и соглашается торговать наркотиками в школе. На короткое время его даже задерживает полиция. Рашад чувствует свою вину, ведь он дал родителям обещание присматривать за младшим братом.
Подрабатывая официантом в кантри-клубе, Эсквайр знакомится с богатым влиятельным человеком по имени Джон Гарнетт. Во время их следующей встречи Эсквайр помогает Гарнетту победить в гольфе. Эсквайр решает, что Гарнетт именно тот человек, от которого ему было бы неплохо получить рекомендательное письмо. Сам Гарнетт не против такое письмо написать. Посещая дом миллионера, Эсквайр неожиданно обнаруживает, что его дочерью является Нью-Нью. Выясняется, что ей скучно в богатом районе, и она втайне от родителей ездит проводить досуг в бедную часть города, где она ведёт себя так, как будто бы она с района. Нью-Нью запрещает Эсквайру рассказывать об этом Рашаду, в противном же случае она расскажет папе, что он сам не тот за кого себя выдаёт. Эсквайр из бедной части города, но в кантри-клубе считают, что он сын кого-то из высшего общества.
Во время очередного воскресного вечера на роллерном катке вскрывается ложь Нью-Нью. Её отец узнаёт о её проделках, отправляется на каток и забирает девушку. На следующий день Нью-Нью приезжает к Рашаду домой, но тот не хочет слушать её оправдания. Рашад раздражается ещё больше, когда понимает, что его лучший друг Эсквайр всё знал. Эсквайр решает вернуть рекомендательное письмо назад Джону Гарнетту. Он рассказывает миллионеру о своём происхождении, но сообщает, что не стыдится этого и напоминает, что Гарнетт сам из гетто. Эсквайр пытается помириться с Рашадом, так как без него их команда не может принять участие в битве роллеров.
Рашад уже было принимает решение приехать на конкурс, но ему звонит Маркус, который сообщает, что у Энта проблемы. Рашад вынужден отправляться на поиски брата. Энт торговал наркотиками на улице, но в какой-то момент его ограбили. Теперь он должен расплатиться с Маркусом, но у него нет ни денег, ни наркотиков. Маркус загоняет Энта в подворотню. Рашад бросается спасать брата. Завязывается потасовка. Маркус стреляет и Энт получает ранение. Отлежав в больнице, Энт отказывается от идеи стать наркобароном и налегает на учёбу. Рашада берут на работу в местную газету рисовать комиксы. Нью-Нью удаётся выйти из-под излишней опеки родителей, и поступить в тот колледж, в который она хочет сама.

## В ролях
- T.I. — Рашад Суонн
- Эван Росс — Энтон «Энт» Суонн
- Лорен Лондон — Эрин «Нью-Нью» Гарнетт
- Джеки Лонг[англ.] — Бенджамин «Эсквайр» Гордон
- Джейсон Уивер[англ.] — Тедди
- Альберт Дэниелс — Бруклин Бриджес
- Big Boi — Маркус
- Кит Дэвид — Джон Гарнетт
- Майкелти Уильямсон — дядя Джордж Суонн
- Эйприл Кларк — Тонди
- Хадиджа Хакк — Веда
- Малика Хакк — Стар
- Лонетт Макки[англ.] — Присцилла Гарнетт
- Маркис Мур[англ.] — Остин
- Тае Хекард — Тоня
- Таша Смит — Гейл
- Моника — официантка
- Big Gipp[англ.] — играет себя
- Bone Crusher[англ.] — играет себя
- Киллер Майк — играет себя
- Jazze Pha[англ.] — играет себя

## Производство
За основу сюжета была взята история из жизни музыкального продюсера Далласа Остина и певицы Ти-Боз из TLC, выросших в южной части Атланты. Роликовый каток был единственной отдушиной для молодёжи из неблагополучной части города. Их историю описал Антуан Фишер, известный тем, что написал сценарий, основанный на его собственной жизни и экранизированный Дензелом Вашингтоном (фильм «История Антуана Фишера»). Тина Гордон Чизм переработала рассказ Фишера в сценарий фильма. Режиссёром фильма был выбран Крис Робинсон, ранее снимавший только видеоклипы. Робинсон хотел, чтобы главные роли в фильме играли малоизвестные актёры. При этом Робинсон хотел, чтобы в фильме было как можно больше камео с известными людьми из Атланты. Музыка для фильма также была подобрана соответствующая месту.
За три месяца до начала съёмок актёры начали подготовку к эпизодам катания на роликовых коньках. Большинство актёров до съёмок фильма никогда не стояли на роликах. В качестве роликового катка использовался реальный каток «Cascade» в Атланте, но для фильма он был полностью переделан.

## Выпуск и приём
Фильм получил смешанные отзывы. На сайте Rotten Tomatoes его рейтинг «свежести» составляет 62 %. Консенсус критиков сайта гласит: «Сильные исполнители главных ролей и запоминающиеся музыкальные интерлюдии спасают эту историю взросления от шаблонного сценария и неровной режиссуры». На Metacritic у фильма 63 балла из 100. При бюджете в $20 млн фильм собрал в прокате $21 млн.
Кинокритик Роджер Эберт поставил фильму 3 звезды из 4. Отмечалось сходство фильма с «Роллерами» 2005 года.